# El Watan
Pour les articles homonymes, voir Al-Watan (homonymie).
El Watan (qui signifie « La patrie ») est un quotidien généraliste algérien en langue française.

## Historique
Le journal El Watan paraît pour la première fois le 8 octobre 1990. Il est fondé par un groupe d'anciens journalistes d'El Moudjahid à la suite de la promulgation de la loi no 90-07 du 3 avril 1990 (dite loi Hamrouche) autorisant la presse privée en Algérie.
El Watan est considéré comme le journal de référence en Algérie, dirigé actuellement par Mohamed Tahar Messaoudi. Son ancien directeur, Omar Belhouchet, a reçu plusieurs prix internationaux dont la Plume d'or de la liberté en 1994, récompense remise par l'Association mondiale des journaux.
Le journal a été suspendu à six reprises depuis 1993 (la dernière suspension datant de 1998) et interdit de publicité publique.
À l'occasion de son vingtième anniversaire, El Watan a publié en 2010 un numéro spécial illustré en première page par un dessin de son célèbre caricaturiste Hicham Baba Ahmed (Le Hic) qui résume ces vingt ans en quatre planches : « El Watan est né sous  Chadli, a espéré sous  Boudiaf, a résisté sous  Zéroual et a survécu sous  Bouteflika ».

## Suspensions, terrorisme et polémiques
Le 2 janvier 1993, El Watan est suspendu pour une durée de quinze jours en raison de son article en une sur l'attentat contre la caserne de Ksar El Hirane (wilaya de Laghouat) ayant coûté la vie à cinq gendarmes. Cette suspension est accompagnée de l'interpellation et de la mise en garde à vue pendant soixante-douze heures d'Omar Belhouchet, directeur du journal, de Nacéra Benali, auteur de l'article et de quatre autres journalistes d'El Watan. Sous les chefs d'accusation d'atteinte à la sûreté de l'État, atteinte à corps constitués et atteinte au moral des troupes, ils sont incarcérés durant quatre jours. La bataille judiciaire[évasif] se termine le 15 octobre 2002 lorsque la Cour suprême algérienne confirme la relaxe de l'ensemble des prévenus.
Le 13 avril 1994, Mohamed Meceffeuk, le correspondant du journal El Watan à Mostaganem (et aussi journaliste du magazine Détective) est assassiné par un groupe terroriste près de Chlef. Il fait partie des 101 journalistes algériens (et trois journalistes étrangers) assassinés pendant la décennie noire.
En décembre 1994, El Watan est suspendu pour la deuxième fois pendant quinze jours à la suite de la publication d'un article révélant que l'armée algérienne a acheté des hélicoptères français qui seront utilisés dans la lutte anti-terroriste. Cet article était en violation avec l'embargo sur l'information sécuritaire décrété par le ministère de l'Intérieur dans un arrêté adressé aux éditeurs et responsables de la presse algérienne.
Le 25 février 1995, El Watan publie une enquête sur l'importation de scanners qui révèle une affaire de corruption et de dilapidation de deniers publics. Omar Belhouchet est mis sous contrôle judiciaire à la suite d'une plainte du ministère algérien de la Santé. Relaxé le 26 juin 1995 par la Cour d'Alger, le ministère de la Santé revient à la charge en déposant une nouvelle plainte pour « outrage à corps constitués ». Dans un premier temps, en 1996, Djillali Hadjadj (auteur de l'article) et Omar Belhouchet seront condamnés à payer des amendes. Mais en 2002, ils seront finalement relaxés par la justice algérienne.
En avril et en mai 1996, le quotidien est censuré à deux reprises pour avoir rapporté des massacres de citoyens pendant la décennie noire.
En 1998, El Watan publie une enquête de sa journaliste Salima Tlemçani concernant l'augmentation inexpliquée du nombre de décès dans une clinique de Bir Mourad Raïs (Alger). L'article met en cause des valves défectueuses utilisées lors de l'anesthésie et évoque une connivence entre le directeur de la clinique et la société productrice de ces valves. Cela vaut au journal une nouvelle bataille judiciaire qui résulte par la condamnation de Salima Tlemçani à deux mois de prison avec sursis et Omar Belhouchet à une amende ferme. Confirmé en appel, ce verdict sera finalement annulé en 2006 par une grâce étatique.
En 1999, Omar Belhouchet est à nouveau condamné à une amende ferme à la suite d'un article sur la démission du général Betchine et de son témoignage dans une affaire judiciaire dite l'affaire Sider.
La suspension la plus importante du journal est celle de septembre 1998 pendant un mois. Elle fait suite aux révélations de la presse privée algérienne sur l'ancien général et conseiller du président Liamine Zéroual, Mohammed Betchine. Aux côtés des quotidiens Le Soir d'Algérie, La Tribune et Le Matin, El Watan reçoit un ultimatum de quarante-huit heures pour régler toutes ses créances auprès des imprimeries de l'État. Deux jours plus tard, seuls El Watan et Le Matin sont interdits de parution. Par solidarité, El Khabar, Liberté, Le Soir d'Algérie, La Tribune et Le Quotidien d'Oran entament une action de grève. Il faudra attendre un mois pour que le quotidien El Watan retourne dans les kiosques.
Le 20 juillet 2002, le correspondant d'El Watan à Tébessa, Abdelhaï Beliardouh, est enlevé par le président de la Chambre de commerce et d'industrie des Nememchas, Saâd Garboussi, et trois autres complices. Battu et humilié[précision nécessaire] dans la rue devant plusieurs témoins, il est séquestré par ses agresseurs qui voulaient connaître la source d'un de ses articles qui faisaient état de l'arrestation de M. Garboussi pour soutien au terrorisme. El Watan dénonce dans un communiqué « l'expédition punitive menée par un chef d'une mafia locale » et « la passivité, voire la complicité des services de sécurité et des élus locaux ». Le 22 juillet, la police enregistre la plainte d'Abdelhaï Beliardouh. Une semaine plus tard, une bombe est découverte au bas de l'immeuble de son avocat (elle sera désamorcée). Abdelhaï Beliardouh ingurgite de l'acide pur en octobre 2002 et décède à l'hôpital le 20 novembre 2002. Alors que l'affaire judiciaire n'a toujours pas trouvé sa résolution, Saâd Garboussi été réélu en 2010 pour un deuxième mandat à la tête de la Chambre de commerce de Tébessa.
En 2012, El Watan publie un numéro spécial sur le cinquantenaire de l'indépendance de l'Algérie. À ce titre, il accorde une interview à Jean Kersco, ancien appelé officier des Affaires algériennes.
En septembre 2020, à la suite de la publication d'un article relatif à l'enrichissement illicite des fils de l'ancien chef de l’État-major de l'ANP, Ahmed Gaïd Salah, le directeur du journal annonce qu'il est privé de publicité publique.

## Identité visuelle (logo)

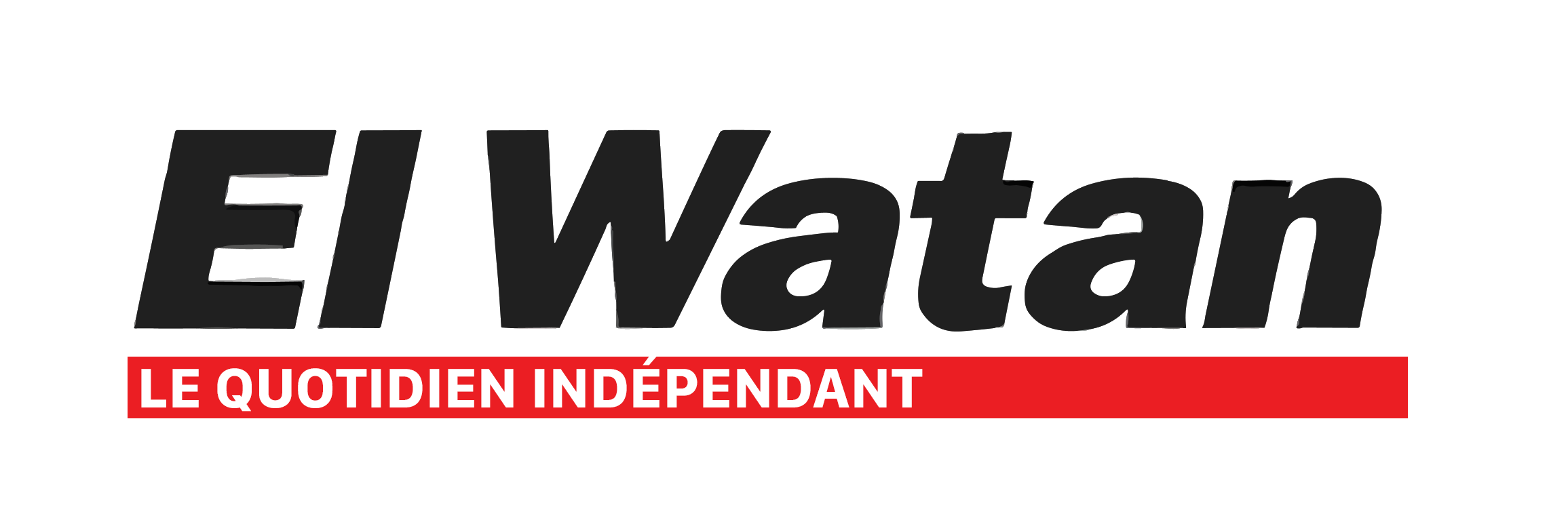
Logo du journal El Watan.
Logo du site El Watan-dz.com

## Contenu et format
Le journal utilise le format tabloïd (41 × 29 cm environ). Son tire est accompagné du sous-titre : « Quotidien Indépendant ».
Quotidien généraliste, El Watan qui traite aussi bien de politique intérieure que de faits divers, de culture, d'économie, de sport ou d'actualité internationale. Parmi les rubriques phares du journal, citons :
- On vous le dit, rubrique constituée de brèves, d'informations insolites et d'indiscrétions ;
- Point Zéro, chronique de Chawki Amari en dernière page ;
- Les caricatures de Hicham Baba Ahmed (Le Hic) et de Maz.

### Éditions régionales
El Watan propose des versions différentes du quotidien selon les régions du pays (édition « Centre », édition « Kabylie », édition « Est » et édition « Ouest », édition « Sud »). Chaque édition se différencie au niveau des pages centrales consacrées à l'actualité locale. Le reste des pages du journal est identique d'une édition à une autre.
Cette initiative a été renforcée avec la création de pages locales à l'image de Alger Infos, Oran Infos, Constantine Infos, Sétif Infos, Chlef Infos, Kabylie Infos, Blida Infos, Mostaganem Infos, Sidi Bel Abbès Infos, Tiaret Infos, Annaba Infos, Sud Infos…

### Suppléments hebdomadaires et hors-séries
Le 14 novembre 2004, El Watan lance son premier supplément consacré à la télévision. Ce supplément gratuit de seize pages est vendu en accompagnement avec l'édition du jeudi du quotidien. Ce supplément a été arrêté pour laisser place à un autre supplément intitulé Arts & Lettres. Il s'agit d'un carnet intégré dans l'édition quotidienne et qui traite de littérature, de cinéma et d'art. Encouragé par le succès de ce supplément, El Watan lance le 28 février 2005, un supplément hebdomadaire économique intitulé El Watan Économie. Il est rejoint le 5 février 2006 par un supplément consacré à l'immobilier (El Watan Immobilier).
Le journal publie régulièrement des éditions spéciales gratuites à l'occasion de la commémoration de certains évènements historiques de l'Algérie. On peut citer les hors-séries suivants :
- Edition spéciale du 1er novembre 2004 et consacré au cinquantenaire du déclenchement de la Guerre d'Algérie ;
- Edition spéciale consacré au 60e anniversaire des Massacres du 8 mai 1945 ;
- Edition spéciale de 42 pages du 5 juillet 2007, célébrant le 45e anniversaire de l'indépendance de l'Algérie ;
- Edition spéciale du 5 octobre 2008 pour célébrer le 20e anniversaire des Évènements d'octobre 1988 ;
- Edition spéciale du 27 décembre 2008 consacré à l'ancien président Houari Boumediene à l'occasion du 30e anniversaire de sa mort ;
- Edition spéciale consacré au 20e anniversaire du journal El Watan en octobre 2010 ;
- Edition spéciale du 5 juillet 2012 consacré au cinquantenaire de l'indépendance de l'Algérie étalée sur cinq jours, soit cinq suppléments consacrés à l'histoire de la Guerre d'Algérie et l'Algérie post indépendance.

### L'édition du week-end
Depuis le 19 mars 2009, El Watan est également publié le vendredi (ce qui correspond au jour de repos « dominical » en Algérie). Cette édition s'intitule El Watan Week-end.

## Journalistes d'El Watan, passés ou présents
- Benouaret Naima
- Mélanie Matarese
- Adlène Meddi
- Maurice Tarik Maschino
- Salima Tlemçani
- Hicham Baba Ahmed (Le Hic)
- Omar Belhouchet
- Souag Abdelouahab (Journaliste depuis août 2002)
- Gaidi Mohamed Faouzi
- Lamia Tagzout
- Noël Boussaha
- Mehdia Belkadi
- Faten Hayed
- Mustapha Benfodil
- Hacène Ouali
- Hassan Moali
- Tayeb Belghiche
- Ali Boukhlef

Actuellement[Quand ?], selon El Watan, sa rédaction est composée d’une centaine de journalistes professionnels.

## L'imprimerieEl Watan- El Khabar
Longtemps domaine réservé de l'État algérien, l'impression des journaux a connu un grand tournant lorsque deux quotidiens privés, El Watan (francophone) et El Khabar (arabophone), se sont réunis pour créer la société ALDP (Algérie diffusion et impression de presse, son sigle n'inclut pas le mot "impression" car il s'agit en réalité d'une ancienne société de distribution ayant fait faillite et reprise en 1996 par les deux quotidiens). C'est le 16 juin 2001 que les premiers numéros de chacun des deux titres ont été imprimés. Le chiffre d'affaires de l'ALDP est passé de 13 148 587 dinars algériens (autour de 100 000 euros) en 2001 à 248 885 782 dinars algériens en 2009 (environ  2 millions d'euros). Basée à Ain Naâdja (Alger), l'ALDP assure l'impression pour la région centre des quotidiens El Watan, El Khabar mais aussi celle des quotidiens Liberté (francophone) et El Youm (arabophone).
Encouragés par le succès de cette première expérience, El Watan et El Khabar ont créé deux autres sociétés d'impression : la SIMPREC à Constantine (mise en service fin 2007) et l'ENIMPOR à Oran (mai 2008).

## Site internet
En 1997, El Watan est l'un des premiers quotidiens au Maghreb à se doter d'un site internet. Après plusieurs évolutions et actualisations, le journal propose, depuis 2010, une version électronique améliorée qui permet aux personnes inscrites gratuitement de télécharger une version numérique au format pdf de la version papier. Il permet aussi de débattre en laissant des commentaires sous chaque article et qui sont modérés avant publication.
Le site internet d'El Watan est actualisé et alimenté par de nouveaux articles tout au long de la journée.

## Tirage et certification par l'ACPM
El Watan est considéré comme le 4e quotidien d'information générale le plus lu en Algérie, derrière les journaux arabophones Echourouk, El Khabar et Ennahar (El Heddaf est également devant mais il s'agit d'un quotidien sportif.). El Watan est 1er au niveau de la presse francophone.
En 2009, El Watan est le premier quotidien algérien à demander une certification auprès de l'ACPM (Alliance pour les chiffres de la presse et des médias, ex-Office de justification de diffusion), organisme français reconnu dans le monde des médias et qui possède déjà une filiale au Maroc. Cette démarche en quête de transparence a créé un effet boule de neige en Algérie. Les quotidiens arabophones El Khabar et Ennahar sont eux aussi certifiés par l'ACPM, l'année suivante (2010). Pour l'année 2010, l'ACPM a annoncé que le tirage d'El Watan a atteint 155 364 exemplairess par jour. La diffusion a atteint  129 231 exemplaires (dont 129 022 payés). Cela représente une hausse de 1,52 % par rapport aux chiffres de diffusion de l'année 2009. Pour l'édition du week-end (El Watan Week-end), l'ACPM a révélé que le tirage quotidien a atteint 125 205 exemplairespour une diffusion de 99 415 exemplaires(diffusion payée de 99 206). La hausse est de 29,19 % par rapport à 2009. Les chiffres sont en forte hausse par rapport aux derniers chiffres officiels remontant à l'année 2006. El Watan affichait un tirage de 126 300 exemplaires selon le ministère de la communication algérien. Ce chiffre le classait en 3e position des tirages de la presse quotidienne algérienne et en 2e position si l'on ne tient compte que des quotidiens francophones.
En juillet 2007, le quotidien arabophone El Khabar a publié un sondage réalisé par l'institut IMMAR. Ce sondage classe El Watan en 4e position des quotidiens les plus lus des régions est et ouest de l'Algérie, et en 5e position pour les régions centre et sud du pays. En 2015, le quotidien a eu une moyenne quotidienne de diffusion à 95 346 pour un tirage à 125 000 exemplaires par jour. En 2016, le quotidien est passe a une diffusion moyenne quotidienne de 82 934 exemplaires pour un tirage à 111 380 exemplaires.

## Développements de filiales audiovisuelles
Au lendemain de l’adoption par le gouvernement algérien d’un avant projet de loi consacrant l'ouverture de l'audiovisuel à la concurrence, El Watan est le premier à annoncer dès le 13 septembre 2011 son intention de postuler à la création d'une chaine de télévision et d'une station radio.